# Klaus Junge
Klaus Junge Dölling (nacido el 1 de enero de 1924 en Concepción (Chile), fallecido el 17 de abril de 1945 en Welle) fue uno de los más jóvenes maestros ajedrecistas alemanes.

## Biografía
Klaus Johann Junge Dölling nació la ciudad de Concepción en el seno de una familia alemana emigrada a Chile. Su padre, Otto Junge, era un buen jugador de ajedrez, que ganó el Campeonato de Ajedrez de Chile en 1922. En 1928, los padres, junto con sus cinco hijos, regresaron a Alemania.
Junge era un alumno superdotado. Debido a ello, se le promocionó a cursos superiores en más de una ocasión.
Después de graduarse de la escuela secundaria, que completó con 17 años de edad, se inscribió en Matemáticas en la Universidad de Hamburgo.
Junge, cuyo padre había sido miembro del Partido Nacionalsocialista desde 1932, fue un defensor de la ideología nacionalsocialista. Como teniente, negándose a rendirse, murió en combate contra las tropas aliadas el 17 de abril de 1945 en la batalla de Welle, sobre el Brezal de Luneburgo, cerca de Hamburgo, tres semanas antes del final de la Segunda Guerra Mundial.

## Trayectoria como ajedrecista
Del 11 al 20 de agosto de 1939, junto con Wolfgang Unzicker (14 años), Edith Keller-Herrmann (17), Rudolf Kunath (15) y Karl Krbavic (17), jugó en Fürstenwalde (Jugendschachwoche, Semana Juvenil de Ajedrez), cerca de Berlín.
En 1941, a la edad de 17 años, Klaus Junge fue considerado uno de los jugadores más fuertes de Alemania. En 1941, ganó el Campeonato de Hamburgo. En mayo de 1941, ganó en Bad Elster (Clasificatorio para el Campeonato Nacional de Alemania). En agosto de 1941, ganó junto con Paul Felix Schmidt en Bad Oeynhausen (8º Campeonato Nacional de Alemania), aunque perdió un partido de playoffs contra Schmidt por el título en Bromberg (0 -3 =1). En octubre de 1941, fue 4º, por detrás de Alexander Alekhine, Schmidt, y Yefim Bogoliubov, en Cracovia/Varsovia (2º Torneo de Ajedrez del Gobierno General).
En enero de 1942, Junge ganó el Torneo de Dresde. En ese mismo año, quedó 2º, por detrás de Walter Niephaus, en Leipzig. En abril de ese año, fue 2º, por detrás de Carl Carls, en Rostock. En junio de 1942, logró ser 3º-4º, junto con Schmidt, y por detrás de detrás de Alekhine y Paul Keres, en el Torneo de Salzburgo. En septiembre, fue 7º en Munich (1º Campeonato de Europa), ganado por Alekhine. En octubre de 1942, quedó 2º, por detrás de Alekhine, en Varsovia/Lublin/Cracovia (3º Torneo de Ajedrez del Gobierno General). En diciembre de 1942, venció, junto con Alekhine, en Praga (celebrado en honor al 60.º cumpleaños de Oldřich Duras). En 1942-43, jugó tres torneos por correspondencia, superando entre otros a Rudolf Teschner y Emil Joseph Diemer.
En 1946, se celebró en Ratisbona el primer Memorial Klaus Junge. El triunfo fue para Fedir Bohatyrchuk, por delante de Elmars Zemgalis y Wolfgang Unzicker.
Según el Dr. Robert Hübner, Klaus Junge fue el mayor talento del Ajedrez alemán del Siglo XX.

## Partidas más destacadas
- Kurt Richter vs Klaus Junge, Bad Oeynhausen 1941, Campeonato Nacional de Alemania, A45, 0–1Ataque Trompovsky
- Klaus Junge vs Paul Mross, Cracovia 1941, E47, 1–0Defensa Nimzo-India, Sistema Rubinstein
- Alexander Alekhine vs Klaus Junge, Salzburgo 1942,   D31, 0–1Defensa semieslava, Gambito Marshall
- Klaus Junge vs Čeněk Kottnauer, Praga 1942, D46, 1–0Gambito de dama, Semieslava
- Klaus Junge vs Emil Josef Diemer, XVII.corr. tournament 1942–43, C34, 1–0Gambito de rey aceptado
- Klaus Junge vs Walter Sahlmann, Hamburgo 1944, B84, 1–0Defensa siciliana, Scheveningen (Paulsen), variante clásica

- Detalle completo de la partida Alekhine - Junge en Salzburgo en 1942

1.d4 d5 2.c4 e6 3.Sc3 c6 4.e4 dxe4 5.Sxe4 Lb4+ 6.Sc3 c5 7.Le3 Da5 8.Sge2 cxd4 9.Lxd4 Sf6 10.a3 Le7 11.Sg3 Sc6 12.b4 Dc7 13.Le3 0-0 14.Le2 b6 15.0-0 Lb7 16.Sb5 Db8 17.Dc1 a6 18.Sc3 Dc7 19.Sa4 Sd7 20.Td1 Sce5 21.f3 a5 22.Db2 axb4 23.axb4 Lf6 24.Db3 b5 25.cxb5 Ld5 26.Txd5 exd5 27.Tc1 Sc4 28.Lxc4 dxc4 29.Txc4 De5 30.Sc5 Sb6 31.Tc1 Sd5 32.Sge4 Sxe3 33.Dxe3 Ta1 34.Tf1 Td8 35.Sxf6+ Dxf6 36.b6 Txf1+ 37.Kxf1 Dxb6 38.De4 Db5+ 39.Kf2 Te8 40.Dd4 Db6 41.Sb3 Tb8 42.Dxb6 Txb6 43.g4 Txb4 44.Sc5 f6 45.Kg3 Kf7 46.Sd3 Td4 47.Sf4 Tc4 48.h4 Tc5 49.Sh5 g6 50.Sf4 Ke7 51.h5 g5 52.Se2 Tc4 53.Kf2 Ke6 54.Sg3 Ke5 55.Sf5 Kf4 56.Se3 Tc5 57.Sg2+ Ke5 58.Se3 Kd4 59.Sd1 Tc1 60.Se3 Tc5 61.Sd1 Kd3 62.Se3 Te5 63.Sf1 Te2+ 64.Kg1 Ta2 65.h6 Ke2 66.Kg2 Tb2 67.Sg3+ Ke3+ 68.Kh3 Kxf3 69.Sh5 Tb6